# Збірна СРСР з хокею із шайбою

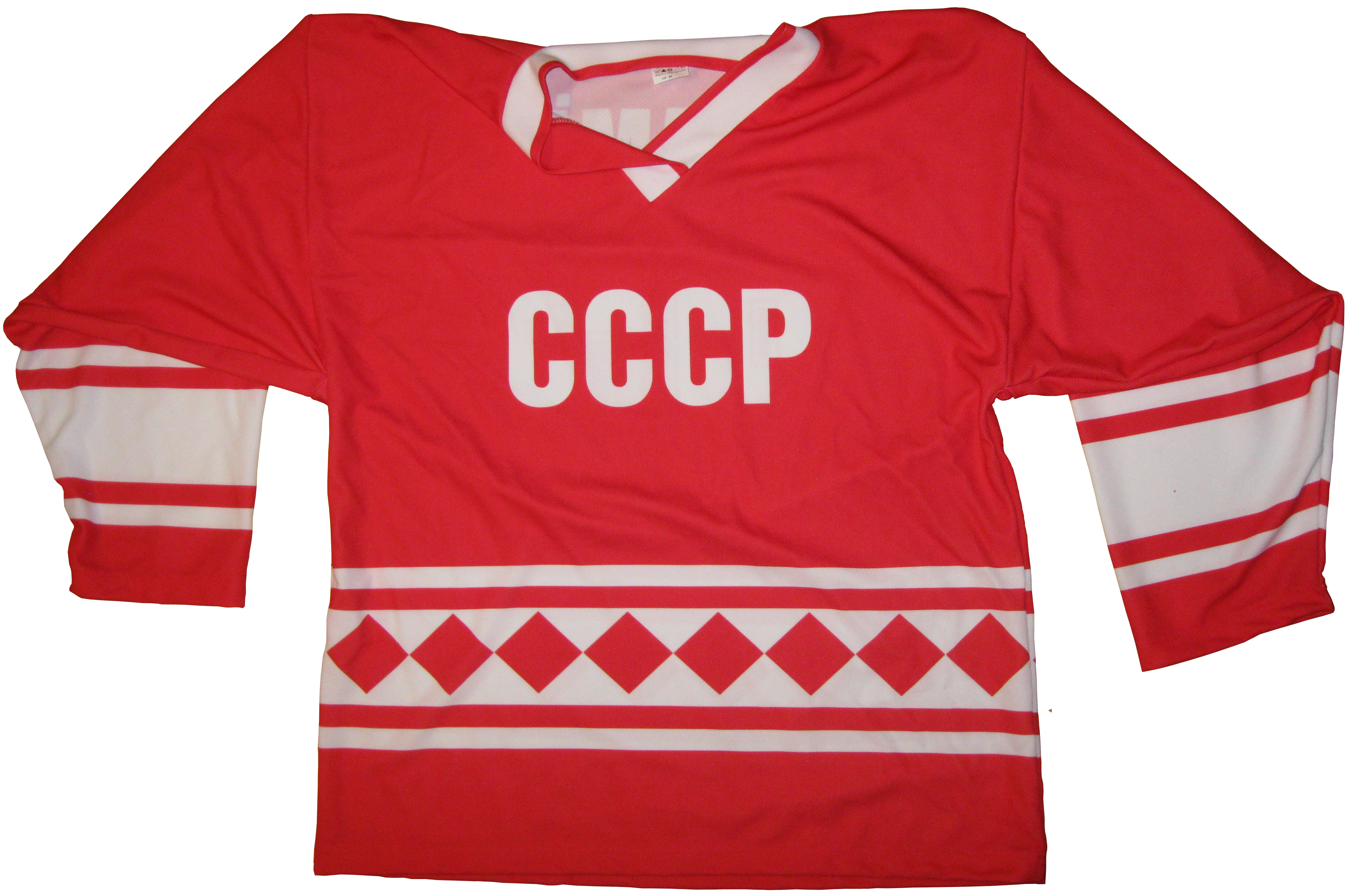
Форма збірної СРСР

Збірна СРСР з хокею із шайбою — хокейна збірна, яка представляла Радянський Союз на міжнародних хокейних змаганнях. Керуючою організацією збірної виступала Федерація хокею СРСР. Офіційно, під егідою Міжнародної хокейної федерації (IIHF), збірна проіснувала з 1952 по 1991 рік. Протягом 39-ти років свого існування збірна була однією з найсильніших у світі. Взяла участь у 34 чемпіонатах світу, 22 з яких виграла. Ставала учасницею 9 Зимових Олімпійських хокейних турнірів, 7 з яких виграла (у цих змаганнях не брали участи найсильніші гравці НХЛ). Є єдиною збірною у світі, яка жодного разу не поверталася з чемпіонатів світу та Олімпійських ігор без комплекту нагород. 
2008 року, напередодні свого 100-річчя, Міжнародна хокейна федерація провела опитування серед 56-ти фахівців із 16 країн світу з метою визначення символічної збірної світу з хокею за останні 100 років. За результатами опитування чотири місця в збірній світу з шести отримали хокеїсти СРСР.

## Нагороди
Олімпійські ігри
- Золото: 7 — (1956, 1964, 1968, 1972, 1976, 1984, 1988)
- Срібло: 1 — (1980)
- Бронза: 1 — (1960)

Чемпіонати світу
- Золото: 22 — (1954, 1956, 1963, 1964, 1965, 1966, 1967, 1968, 1969, 1970, 1971, 1973, 1974, 1975, 1978, 1979, 1981, 1982, 1983, 1986, 1989, 1990)
- Срібло: 8 — (1955, 1957, 1958, 1959, 1961, 1972, 1976, 1987)
- Бронза: 4 — (1960, 1977, 1985, 1991)

Чемпіонати Європи
- Золото: 27 — (1954,1955,1956,1958,1959,1960,1963,1964,1965,1966,1967,1968,

1969,1970,1973,1974,1975,1978,1979,1981,1982,1983, 1985,1986,1987,1989,1991)
- Срібло: 6 — (1957, 1961, 1971, 1972, 1976, 1990)
- Бронза: 1 — (1977)

Міжнародні хокейні турніри
- Переможець Кубка Канади — 1981
- 21-разовий переможець турніру Приз «Известий»
- Переможець Кубка Німеччини — 1988, 1991

## Гравці
Список гравців, які провели у складі збірної не менше 30 матчів.
| Гравець збірної СРСР   | Роки виступів | Матчі | Голи |
| ---------------------- | ------------- | ----- | ---- |
| Александров Веніамін   | 1956 — 1968   | 161   | 119  |
| Альметов Олександр     | 1959 — 1967   | 107   | 75   |
| Анісін В'ячеслав       | 1972 — 1977   | 99    | 35   |
| Бабич Євген            | 1953 — 1957   | 64    | 26   |
| Бабінов Сергій         | 1975 — 1984   | 162   | 18   |
| Балдеріс Гелмут        | 1975 — 1985   | 147   | 74   |
| Бєлошейкін Євген       | 1985 — 1988   | 45    | 0    |
| Білялетдінов Зінетулла | 1976 — 1988   | 244   | 21   |
| Блінов Віктор          | 1965 — 1968   | 32    | 10   |
| Блінов Юрій            | 1971 — 1972   | 37    | 23   |
| Биков В'ячеслав        | 1981 — 1991   | 199   | 87   |
| Бичков Михайло         | 1953 — 1960   | 46    | 15   |
| Бобров Всеволод        | 1954 — 1957   | 59    | 94   |
| Бодунов Олександр      | 1972 — 1974   | 57    | 23   |
| Брежнєв Володимир      | 1960 — 1967   | 57    | 17   |
| Буре Павло             | 1989 — 1991   | 51    | 23   |
| Буцаєв В'ячеслав       | 1990 — 1991   | 52    | 15   |
| Бякін Ілля             | 1982 — 1991   | 109   | 21   |
| Варнаков Михайло       | 1979 — 1987   | 87    | 32   |
| Васильєв Валерій       | 1970 — 1982   | 285   | 43   |
| Васильєв Михайло       | 1981 — 1987   | 71    | 20   |
| Вікулов Володимир      | 1965 — 1977   | 195   | 109  |
| Волков Леонід          | 1963 — 1965   | 31    | 15   |
| Волков Юрій            | 1961 — 1965   | 35    | 18   |
| Герасимов Олександр    | 1982 — 1986   | 42    | 21   |
| Гімаєв Ірек            | 1979 — 1985   | 93    | 11   |
| Голиков Володимир      | 1976 — 1983   | 129   | 54   |
| Голиков Олександр      | 1975 — 1980   | 89    | 43   |
| Гуришев Олексій        | 1954 — 1959   | 92    | 71   |
| Гусаров Олексій        | 1981 — 1991   | 186   | 18   |
| Гусєв Олександр        | 1969 — 1977   | 128   | 29   |
| Давидов Євген          | 1986 — 1990   | 37    | 14   |
| Давидов Віталій        | 1961 — 1972   | 178   | 8    |
| Дроздецький Микола     | 1980 — 1985   | 109   | 64   |
| Жамнов Олексій         | 1990 — 1991   | 48    | 14   |
| Жлуктов Віктор         | 1975 — 1985   | 195   | 79   |
| Зайцев Олег            | 1964 — 1968   | 73    | 11   |
| Зимін Євген            | 1965 — 1972   | 71    | 27   |
| Зінгер Віктор          | 1965 — 1976   | 58    | 0    |
| Зубков Володимир       | 1981 — 1984   | 61    | 1    |
| Іванов Едуард          | 1959 — 1967   | 79    | 16   |
| Іонов Анатолій         | 1964 — 1969   | 51    | 14   |
| Ірбе Артур             | 1989 — 1990   | 45    | 0    |
| Каменський Валерій     | 1981 — 1991   | 164   | 81   |
| Капустін Сергій        | 1972 — 1985   | 208   | 120  |
| Касатонов Олексій      | 1979 — 1991   | 299   | 56   |
| Квартальнов Дмитро     | 1988 — 1991   | 40    | 6    |
| Ковальов Андрій        | 1989 — 1991   | 35    | 13   |
| Ковін Володимир        | 1976 — 1985   | 64    | 21   |
| Кожевников Олександр   | 1981 — 1988   | 70    | 28   |
| Козлов В'ячеслав       | 1990 — 1991   | 39    | 15   |
| Комаров Олександр      | 1953 — 1956   | 34    | 13   |
| Коноваленко Віктор     | 1960 — 1971   | 118   | 0    |
| Константинов Володимир | 1986 — 1991   | 108   | 12   |
| Кравчук Ігор           | 1987 — 1991   | 109   | 21   |
| Крилов Юрій            | 1954 — 1959   | 70    | 29   |
| Крутов Володимир       | 1980 — 1989   | 254   | 150  |
| Кузін Валентин         | 1953 — 1956   | 54    | 29   |
| Кузнецов Віктор        | 1973 — 1976   | 35    | 1    |
| Кузькін Віктор         | 1962 — 1973   | 176   | 19   |
| Кучевський Альфред     | 1953 — 1960   | 55    | 7    |
| Ларіонов Ігор          | 1981 — 1989   | 200   | 77   |
| Лебедєв Юрій           | 1972 — 1981   | 127   | 25   |
| Леонов Юрій            | 1984 — 1990   | 32    | 5    |
| Локтєв Костянтин       | 1956 — 1966   | 113   | 83   |
| Ломакін Андрій         | 1987 — 1991   | 79    | 14   |
| Лутченко Володимир     | 1967 — 1980   | 281   | 34   |
| Ляпкін Юрій            | 1968 — 1976   | 128   | 18   |
| Макаров Сергій         | 1978 — 1991   | 315   | 189  |
| Малахов Володимир      | 1988 — 1991   | 78    | 7    |
| Мальцев Олександр      | 1968 — 1983   | 321   | 213  |
| Мартинюк Олександр     | 1968 — 1990   | 45    | 24   |
| Майоров Борис          | 1960 — 1969   | 134   | 63   |
| Майоров Євген          | 1960 — 1965   | 42    | 20   |
| Миронов Дмитро         | 1990 — 1991   | 38    | 7    |
| Михайлов Борис         | 1967 — 1980   | 288   | 207  |
| Мишаков Євген          | 1965 — 1972   | 91    | 48   |
| Мойсєєв Юрій           | 1965 — 1971   | 37    | 13   |
| Мильников Сергій       | 1984 — 1990   | 67    | 0    |
| Мишкін Володимир       | 1978 — 1991   | 87    | 0    |
| Нємчинов Сергій        | 1984 — 1991   | 116   | 32   |
| Нікітін Валерій        | 1960 — 1970   | 43    | 3    |
| Паладьєв Євген         | 1968 — 1973   | 68    | 9    |
| Пантюхов Юрій          | 1955 — 1959   | 68    | 32   |
| Первухін Василь        | 1976 — 1989   | 280   | 22   |
| Петров Володимир       | 1968 — 1981   | 281   | 189  |
| Петухов Станіслав      | 1959 — 1965   | 46    | 19   |
| Полупанов Віктор       | 1965 — 1970   | 75    | 43   |
| Пряхін Сергій          | 1981 — 1990   | 45    | 4    |
| Пучков Микола          | 1953 — 1963   | 94    | 0    |
| Рагулін Олександр      | 1960 — 1973   | 239   | 29   |
| Ромішевський Ігор      | 1965 — 1972   | 129   | 15   |
| Свєтлов Сергій         | 1980 — 1988   | 154   | 57   |
| Семак Олександр        | 1981 — 1991   | 120   | 35   |
| Семенов Анатолій       | 1981 — 1990   | 120   | 33   |
| Сидельников Олександр  | 1972 — 1977   | 38    | 0    |
| Сидоренков Генріх      | 1954 — 1962   | 107   | 15   |
| Скворцов Олександр     | 1976 — 1985   | 123   | 41   |
| Сологубов Микола       | 1955 — 1963   | 91    | 26   |
| Стариков Сергій        | 1978 — 1988   | 186   | 13   |
| Старшинов В'ячеслав    | 1960 — 1972   | 182   | 149  |
| Стельнов Ігор          | 1981 — 1990   | 153   | 13   |
| Татаринов Михайло      | 1984 — 1991   | 63    | 11   |
| Трегубов Іван          | 1953 — 1961   | 104   | 29   |
| Третьяк Владислав      | 1969 — 1984   | 291   | 0    |
| Тюменєв Віктор         | 1979 — 1990   | 94    | 15   |
| Тюриков Володимир      | 1983 — 1990   | 40    | 1    |
| Уваров Олександр       | 1953 — 1957   | 63    | 24   |
| Уколов Дмитро          | 1953 — 1960   | 89    | 15   |
| Федоров Сергій         | 1989 — 1991   | 53    | 21   |
| Федоров Юрій           | 1974 — 1979   | 38    | 4    |
| Фетісов В'ячеслав      | 1977 — 1991   | 309   | 95   |
| Фірсов Анатолій        | 1962 — 1972   | 166   | 134  |
| Харламов Валерій       | 1968 — 1981   | 292   | 193  |
| Хлистов Микола         | 1953 — 1959   | 85    | 20   |
| Хмильов Юрій           | 1981 — 1990   | 95    | 18   |
| Хомутов Андрій         | 1980 — 1990   | 226   | 88   |
| Христич Дмитро         | 1989 — 1991   | 34    | 12   |
| Циганков Геннадій      | 1971 — 1979   | 201   | 17   |
| Черепанов Олександр    | 1953 — 1958   | 40    | 28   |
| Черних Олександр       | 1987 — 1989   | 45    | 12   |
| Шадрін Володимир       | 1968 — 1978   | 169   | 71   |
| Шалімов Віктор         | 1972 — 1982   | 126   | 66   |
| Шепелєв Сергій         | 1980 — 1985   | 103   | 42   |
| Ширяєв Валерій         | 1987 — 1991   | 43    | 3    |
| Шувалов Віктор         | 1953 — 1957   | 55    | 50   |
| Юрзінов Володимир      | 1961 — 1969   | 54    | 23   |
| Якушев Віктор          | 1959 — 1968   | 134   | 50   |
| Якушев Олександр       | 1965 — 1979   | 221   | 145  |
| Яшин Сергій            | 1982 — 1989   | 109   | 35   |